# Province de Gitega
 (février 2017).
 (février 2021).
La province de Gitega est l'une des 18 provinces du Burundi.
Cette province a pour chef-lieu Gitega, qui est la capitale politique et la deuxième plus grande ville du pays.

## Toponymie
Anciennement appelée Kitega, "[gitéga], /(i)-ki-tég-a/ du verbe "gutéga" qui signifie entre autres "aplatir" (faire trébucher, attendre), la province a conservé ce nom entre 1896 et 1962, pendant la période de la colonisation allemande puis belge.

## Géographie
La province de Gitega se situe au centre du pays. Elle est bordée par les provinces de Ngozi au nord, Karuzi et Ruyigi à l'est, Rutana et Bururi au sud et Mwaro, Muramvya et Kayanza.

## Démographie
La population de la commune de Gitega, capitale du Burundi, est de 236 920 habitants en 2020.
L'institut de statistiques et d'études économiques du Burundi (ISTEEBU) détaille l'évolution de la population de la ville entre 2010 et 2020, et propose la projection de la croissance de la population suivante jusqu'en 2050 :
| Année      | 2010    | 2011    | 2012    | 2013    | 2014   | 2015    | 2016    | 2017    | 2018    | 2019    |
| ---------- | ------- | ------- | ------- | ------- | ------ | ------- | ------- | ------- | ------- | ------- |
| Population | 182 096 | 188 059 | 193 864 | 199 534 | 205 05 | 210 431 | 215 853 | 221 250 | 226 579 | 231 811 |

| Année      | 2020    | 2021    | 2022    | 2023    | 2024    | 2025    | 2030    | 2035    | 2040    | 2045    | 2050    |
| ---------- | ------- | ------- | ------- | ------- | ------- | ------- | ------- | ------- | ------- | ------- | ------- |
| Population | 236 920 | 242 019 | 247 085 | 252 082 | 257 003 | 261 847 | 286 441 | 312 269 | 338 942 | 365 193 | 390 232 |

## Politique et administration

### Liste des communes
La province possède onze communes : 
- Bugēndana
- Bukirasāzi
- Buráza
- Giheta
- Gishûbi
- Gitéga
- Itāba
- Makébuko
- Mutāho
- Nyarúsānge
- Ryānsoro.

## Patrimoine

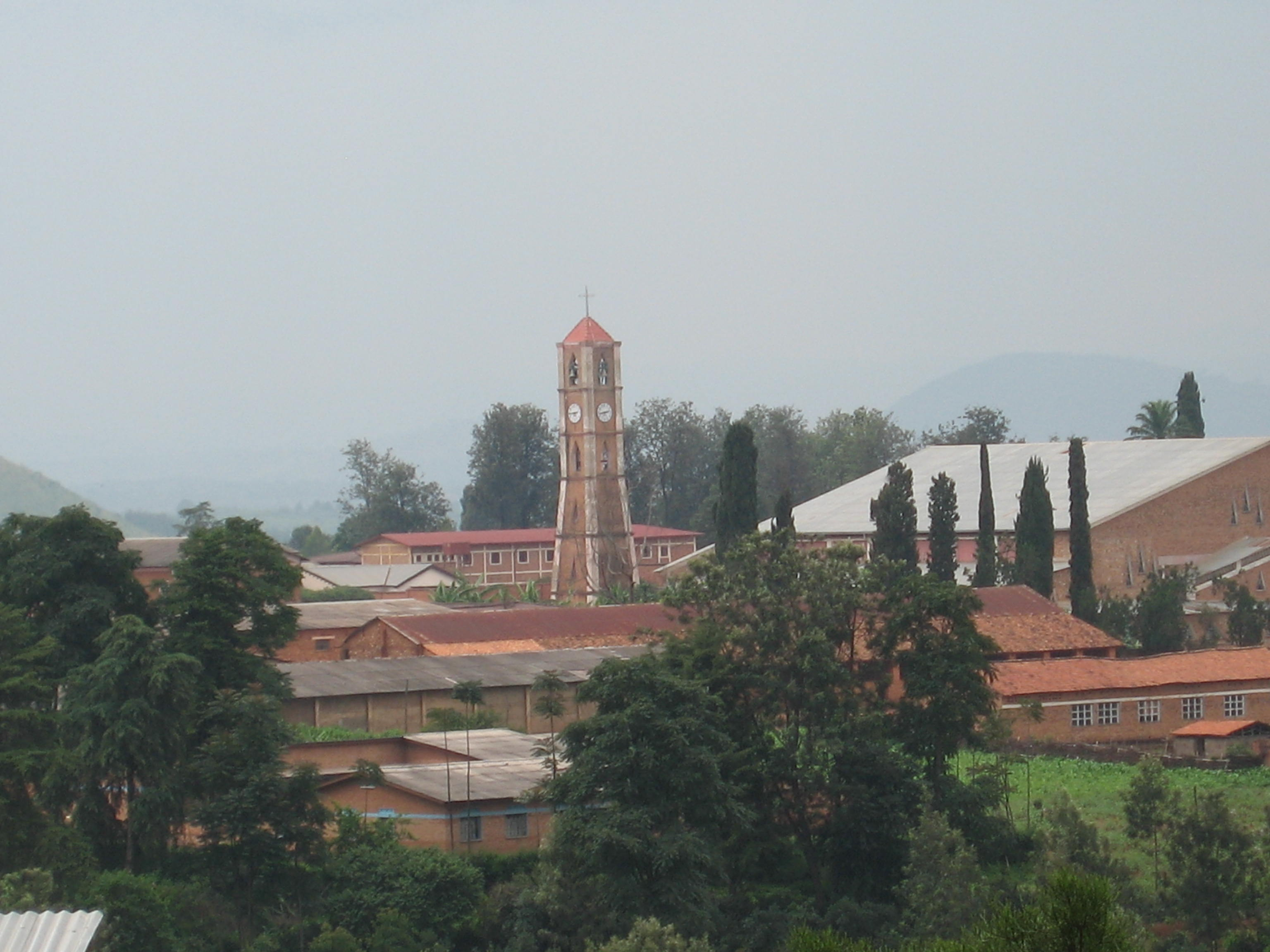
Vue de la banlieue de Mushasha à Gitega

Dans la province se trouve le Musée national du Burundi ainsi que les sanctuaires traditionnels des Abatimbo du Burundi. Ces sanctuaires sont nombreux : Gishora dans la commune de Giheta, Higiro dans la commune de Gitega et Kidasha dans la commune de Makébuko.
Une légende raconte que c'est dans les environs de Gitega que se trouve le sanctuaire sacré du Tambour royal Karyēnda. C'est à Gitega aussi que se trouvait la cour du roi "i bwami".

## Économie
Deux grandes industries florissent à Gitega : la Bragita située à Muharuro et le Sodéco situé à Songa. La première est une brasserie de bière (Primus, Amstel, etc.) et la seconde est spécialisée dans la transformation et le conditionnement du café.

## Transport
La province est reliée par la route à la capitale économique Bujumbura par la RN2.

## Sport
La province de Gitega accueille plusieurs clubs de Primus league. Les plus notables sont le Flambeau du centre, vainqueur du championnat en 2022, et le Musongati FC, vainqueur de la Coupe du président en 2020.
Il est à noter que Gitega, capitale politique du pays, souffre comme le reste du Burundi de l'omniprésence des clubs de Bujumbura, la capitale économique du pays. Les grandes équipes de basketball et de rugby du pays, par exemple, proviennent quasi exclusivement de cette ville. Reste à Gitega, comme dans l'ensemble du Burundi, les sports les plus traditionnellement pratiqués: l'Horo, jeu de balle habituellement populaire chez les burundaise, et la lutte, que préfèrent les burundais.
La popularité de ces derniers reste en berne, alors que la pratique du football s'intensifie avec les années, étant aujourd'hui le sport le plus répandu au Burundi.